# Résolution 313 du Conseil de sécurité des Nations unies
Membres permanents
- Chine
- États-Unis
- France
- Royaume-Uni
- URSS

Membres non permanents
- Argentine
- Belgique
- Guinée
- Inde
- Italie
- Japon
- Panama
- Somalie
- Soudan
- Yougoslavie

Résolution no 312 Résolution no 314
La résolution 313 du Conseil de sécurité des Nations unies est adoptée à l'unanimité lors de la 1 644e séance du Conseil de sécurité des Nations unies le 28 février 1972, a exigé qu'Israël renonce immédiatement à toute action terrestre et militaire contre le Liban et retire toutes ses forces militaires du territoire libanais.
Le Conseil de sécurité n'a pas retenu le motif de légitime défense contre les attaques des combattants palestiniens opérant à partir du Liban, invoqué par Israël,. Cette résolution condamnant les bombardements et incursions de l'armée israélienne au Sud-Liban est adoptée à l'unanimité. 

### Sources
- (en) Cet article est partiellement ou en totalité issu de l’article de Wikipédia en anglais intitulé « United Nations Security Council Resolution 313 » (voir la liste des auteurs).

### Texte
- Résolution 313 sur fr.wikisource.org
- Résolution 313 sur en.wikisource.org